# جامعة المشير فهيم للدفاع الوطني
جامعة مارشال فهيم للدفاع الوطني، والمعروفة أيضًا باسم جامعة الدفاع الوطني الأفغانية، هي أكاديمية عسكرية تقع في كابول، أفغانستان. كان يضم بشكل رسمي مؤسسات تعليمية مختلفة للقوات المسلحة الأفغانية. تقع الجامعة على مساحة 105 فدان من الأرض غرب كابول في منطقة قرغة.
هناك ثلاثة أجزاء متميزة للجامعة:
- الأكاديمية العسكرية الوطنية لأفغانستان (NMAA).
- أكاديمية ضباط الجيش الوطني الأفغاني (ANAOA).
- أكاديمية الضباط الصف (NCO)، والتي ستضم أكاديمية الرقيب الرئيسي.

يضم الموقع أيضًا معهد اللغة الأجنبية (ANA).

### استشهاد عام
- "Afghan Defense University: Building Enduring Institutions". Reflections from Dr Jack. Combined Arms Center Blog. 15 فبراير 2010. مؤرشف من الأصل في 2011-02-22. اطلع عليه بتاريخ 2010-04-09.